# Aldeia Velha (Avis)

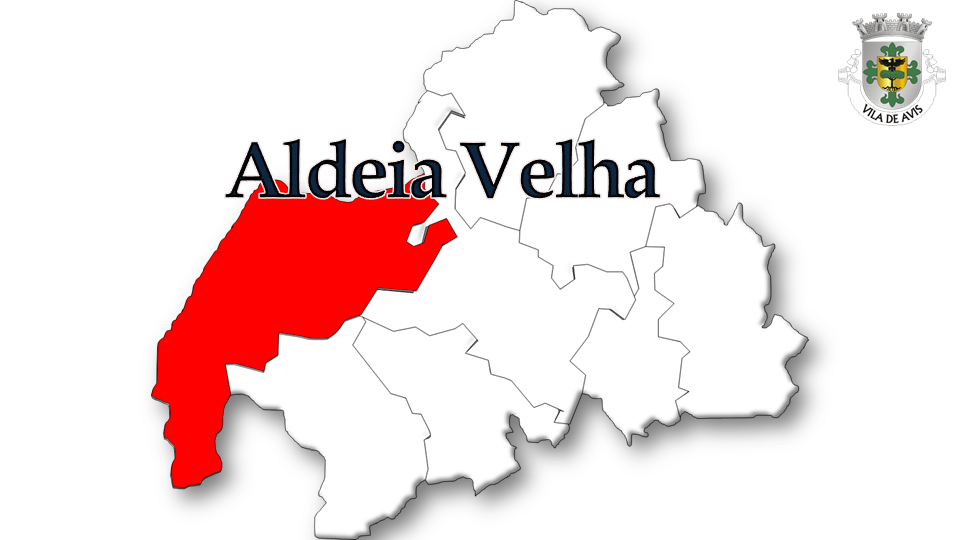
Localização da Freguesia de Aldeia Velha no Município de Avis

Aldeia Velha é uma povoação portuguesa sede da Freguesia de Aldeia Velha do Município de Avis, freguesia com 126,11 km² de área e 214 habitantes (censo de 2021), tendo, por isso, uma densidade populacional de 1,7 hab./km².

## Demografia
Nota: Por decreto de 25/11/1882 foram-lhe anexadas as freguesia de Alcôrrego, Maranhão e Valongo, tendo sido desanexadas por edital do Governo Civil de Portalegre de 30/10/1901.
A população registada nos censos foi:
| Distribuição da População por Grupos Etários | Distribuição da População por Grupos Etários | Distribuição da População por Grupos Etários | Distribuição da População por Grupos Etários | Distribuição da População por Grupos Etários |
| -------------------------------------------- | -------------------------------------------- | -------------------------------------------- | -------------------------------------------- | -------------------------------------------- |
| Ano                                          | 0-14 Anos                                    | 15-24 Anos                                   | 25-64 Anos                                   | > 65 Anos                                    |
| 2001                                         | 31                                           | 28                                           | 161                                          | 119                                          |
| 2011                                         | 24                                           | 19                                           | 123                                          | 114                                          |
| 2021                                         | 8                                            | 18                                           | 91                                           | 97                                           |